# Политика Монголии
Политика Монголии существует в рамках полупрезидентской, представительно демократической республики с многопартийной системой. Исполнительную власть осуществляет правительство. Законодательная власть принадлежит как правительству, так и парламенту. Судебная власть не зависит от исполнительной и законодательной властей.

## Политическая история
До 1990 года в Монголии правительство существовало по образцу советской системы, и официально было разрешено функционировать только коммунистической партии МНРП. После некоторой нестабильности в течение первых двух десятилетий коммунистического правления, в Монголии начались народные волнения, продолжившиеся до декабря 1989 года. Коллективизация животноводства и внедрение сельского хозяйства были проведены без заметного оппозиционного движения.
Начала перестройки на территории бывшего СССР и демократических движений в восточной Европе отразились и в Монголии. Драматический сдвиг в сторону реформ начался в начале 1990 года, когда появилась первая организованная оппозиция или монгольский демократический союз. В сложившихся в дальнейшем условиях политбюро МНРП ушло в отставку в марте 1990 года. В мае были внесены поправки в конституцию, у МНРП не стало исключительной роли, была проведена легализация оппозиционных партий, были созданы постоянный законодательный орган и пост президента.
29 июля 1990 года в Монголии впервые были проведены многопартийные выборы в Великий народный хурал. МНРП получила 85 % мест. Великий хурал заработал 3 сентября с президентом из МНРП, вице-президентом из социал-демократической партии, премьер-министром из МНРП и 50 членов из Бага хурала (малого хурала). Вице-президент также был председателем Бага хурала. В ноябре 1991 года Великий хурал начал дискуссию о новой конституции, которая вступила в силу 12 февраля. В дополнение к созданию Монголии как независимой, суверенной республики и обеспечению ряда прав и свобод человека, новая конституция реструктуризовала законодательную ветвь власти, создав однопалатный законодательный орган, Великий государственный хурал.
Конституция 1992 года была принята при условии, что президент будет избираться всенародным голосованием, а не законодательным органом, как раньше. В июне 1993 года, действующий президент Пунсалмаагийн Очирбат выиграл на первых президентских выборах, в качестве кандидата от демократической оппозиции.

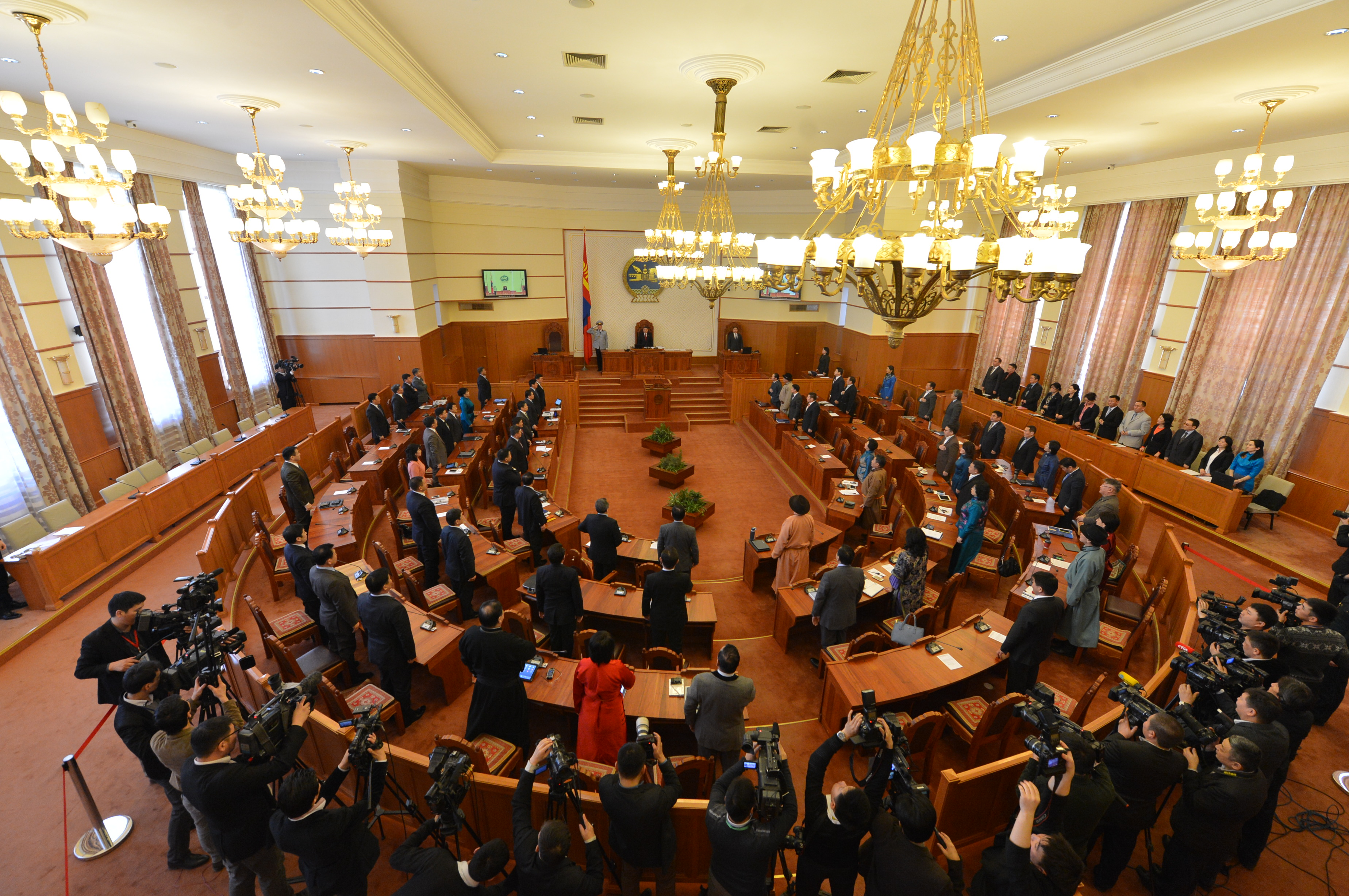
Парламент Монголии на очередной сессии

Как высший государственный орган, хурал имеет право на принятие и внесение изменений в законы, определяет внутреннюю и внешнюю политику, ратифицирует международные соглашения, и объявляет о чрезвычайных положениях. Хурал встречается раз в полгода. Члены хурала избирают председателя и заместителя председателя каждые четыре года. Члены хурала также всенародно избираются районами на четыре года.
До 27 июня 2004 года доминирующей партией в Монголии была экс-коммунистическая партия МНРП. Главной оппозиционной силой была демократическая партия (ДП), которая контролировала правящую коалицию с 1996 по 2000 год.
С 2000 по 2004 год МНРП вернулась к власти, но по результатам выборов 2004 года было необходимо создание первого в истории коалиционного правительства в Монголии между МНРП и ДП.
В январе 2006 года, депутат Цогтын Батаа перешла на сторону МНРП, дав последним ровно 50 % мест. Это дало МНРП возможность выйти из коалиции, и, при поддержке нескольких мелких партий и перебежчиков из Демократической партии, избирать Миеэгомбына Энхболда в качестве нового премьер-министра. События вызвали решительные протесты со стороны общественных групп. Частные лица и организации выказали опасения, что изменение правительства может быть неконституционным, однако никаких конкретных нарушений не было зафиксировано.
В апреле 2006 года Цахиагийн Элбэгдорж был избран председателем Демократической партии в два этапа выборов партии.
В октябре 2007 года Миенгомбын Энхболд потерял своё положение в качестве председателя МНРП, отдав пост Баяру Санжийну. Делегаты МНРП также проголосовали за то, чтобы Баяр создал новое правительство. Энхболд оставался на этом посту, пока Баяр не был избран 22 ноября 2007 года.
Миенгомбын Энхболд 5 декабря 2007 года был назначен заместителем премьер-министра.
МНРП завоевала абсолютное большинство (46 из 76 мест) на парламентских выборах, прошедших 29 июня 2008 года. Демократы получили 27 мест, и три оставшихся места получили мелкие партии. 30 июля председатель ДП — Элбэгдорж заявил, что результаты были сфальсифицированы и что его партия их не примет. Протесты против результатов выборов переросли в беспорядки, и вечером 1 июля, и демонстранты напали на штаб-квартиру МНРП в центре города Улан-Батора. Были убиты пять протестующих, и около полуночи было объявлено чрезвычайное положение.

## Исполнительная власть
| Пост            | Имя                        | Партия | Дата вступления     |
| --------------- | -------------------------- | ------ | ------------------- |
| Президент       | Ухнаагийн Хурэлсух         | МНП    | 25 июня 2021 года   |
| Премьер-министр | Лувсаннамсрайн Оюун-Эрдэнэ | МНП    | 27 января 2021 года |

Кандидатов в президенты выдвигают партии Великого государственного хурала и президент из этих кандидатов избирается всенародным голосованием на четырехлетний срок. Президент является главой государства, главнокомандующим вооруженных сил, и главой Совета национальной безопасности. Он избирается всенародно большинством голосов на четырехлетний срок и ограничен двумя сроками. Конституция наделяет президента правами установления премьер-министра, требования роспуска правительства, законодательной инициативы, правом вето всех или части законодательства (Великий государственный хурал может преодолеть вето большинством в две трети голосов), а также издавать указы, которые вступают в силу с подписью премьер-министра. В случае отсутствия, недееспособности или отставки президента, председатель хурала принимает президентскую власть до инаугурации вновь избранного президента.
Правительство, возглавляемое премьер-министром, работает четырехлетний срок. Премьер-министр назначается президентом и утверждается хуралом. Премьер-министр составляет кабинет министров при условии соблюдения утверждения Великого государственного хурала. Кабинет состоит из тринадцати министерств. Роспуск правительства происходит при отставке премьер-министра и одновременной отставки половины кабинета, или после голосования Великого государственного хурала в пользу роспуска.
МНРП и коалиция оппозиционных партий в настоящее время правят в коалиции национального единства после того как оба они получили одинаковое количество мест в 2004 году. В июле 2005 года МНРП объявила о прекращении работы Великого коалиционного правительства.

### Монгольские министерства
13 министерств:
- Иностранных дел
- Финансов
- Юстиции и внутренних дел
- Окружающей среды
- Обороны
- Образования, культуры и науки
- Строительства и городского развития
- Топливной энергии
- Дорожное, транспорта и туризма
- Социального обеспечения и труда
- Промышленности и торговли
- Продовольственное и сельскохозяйственное
- Здоровья
- Горнорудных дел и тяжелого промышленности

## Законодательная власть
Ассамблея Великого государственного хурала (Ульсын Их Хурал) составляет 76 членов, избираемых на четырехлетний срок по одномандатным избирательным округам.